# Temple Biyun
Le temple Biyun (chinois simplifié : 碧云寺 ; chinois traditionnel : 碧雲寺 ; pinyin : bìyún sì), est un temple bouddhiste de Pékin, construit en 1331, sous le règne de Tövtömör Khan, de la dynastie Yuan, mongole. C'est un temple du bouddhisme han. Il comporte notamment un temple des cinq pagodes,.
Il est situé au nord du jardin des collines parfumées, à l'est de la colline, dans le district de Haidian à 20 km à l'Ouest de la place Tian'anmen, dans la banlieue de Pékin.

## Histoire
Il est construit en 1331. Il est ensuite élargi à 2 reprises, sous la dynastie Ming, en 1514, puis en 1623 par le puissant eunuque, Wei Zhongxian. Il est de nouveau agrandi en 1748, sous la dynastie Qing,.

## Galerie

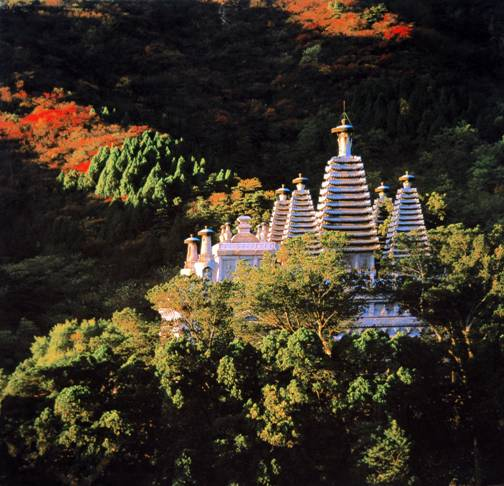
Temple des cinq pagodes de Biyun
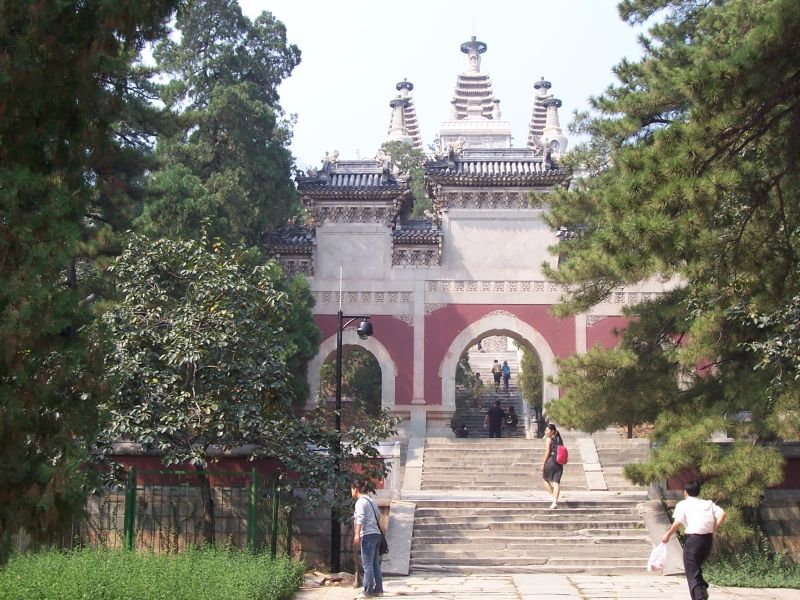
temple des cinq pagodes du temple Biyun
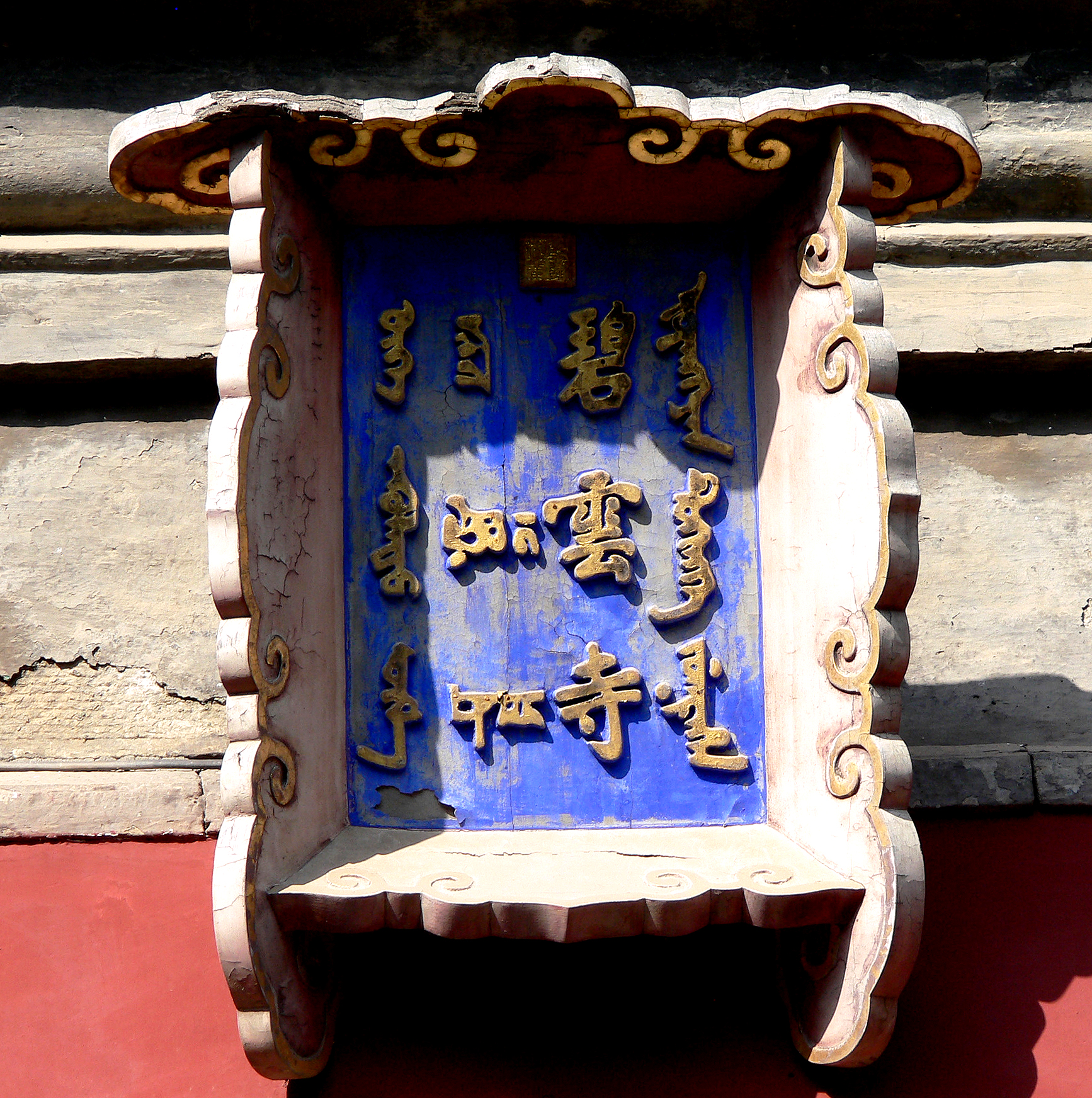
biane du temple en mongol, tibétain, chinois et mandchou
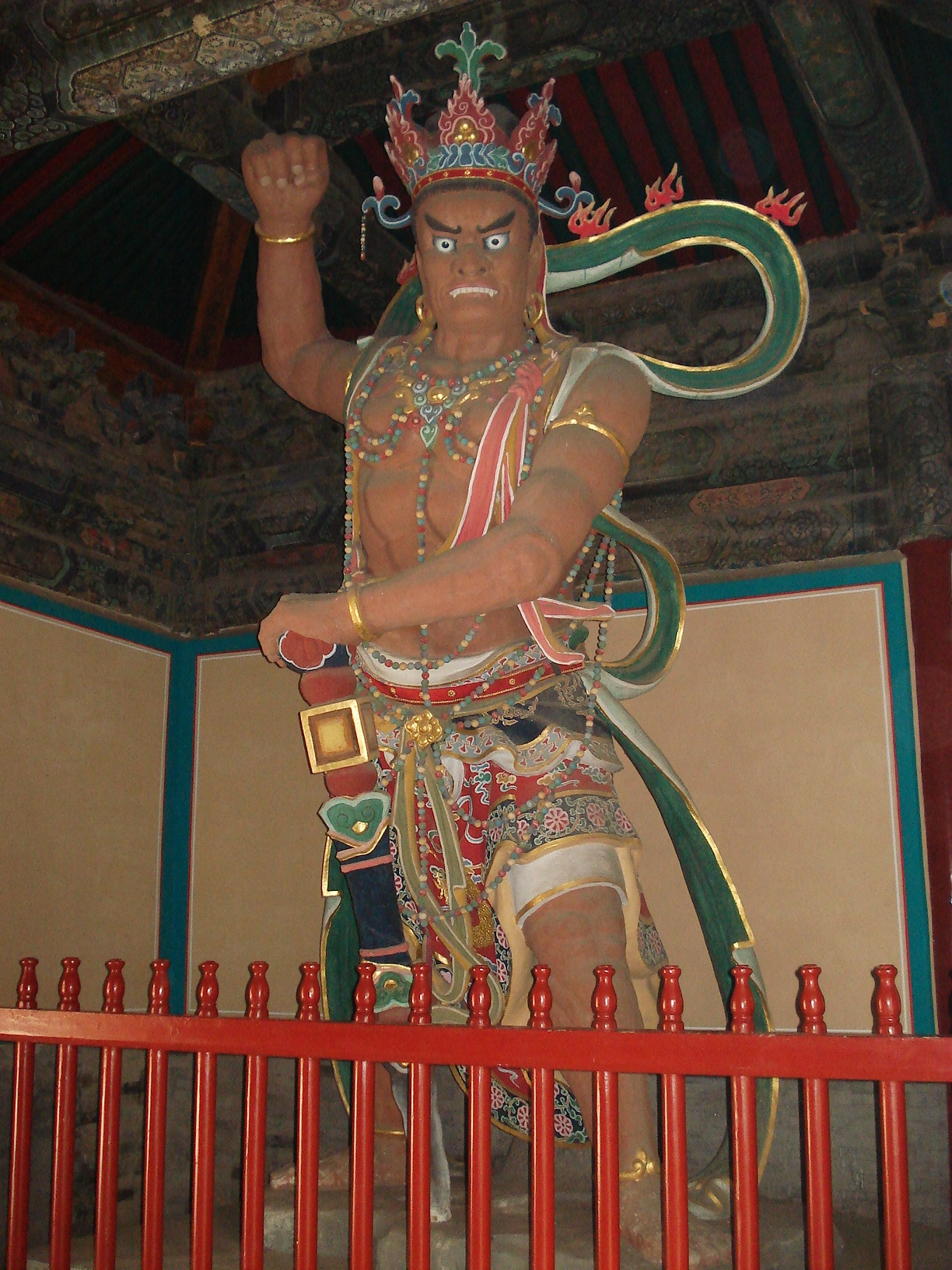
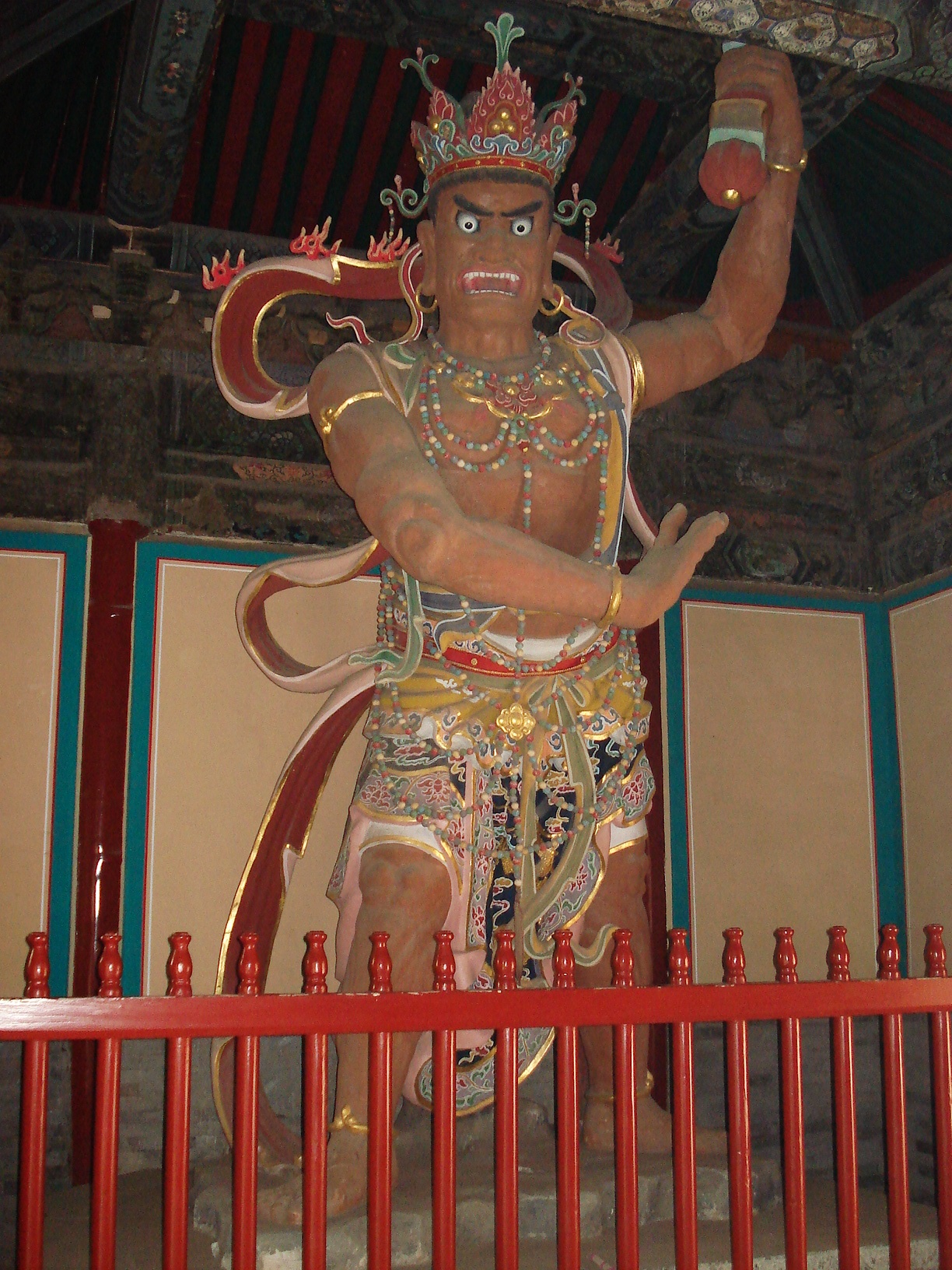
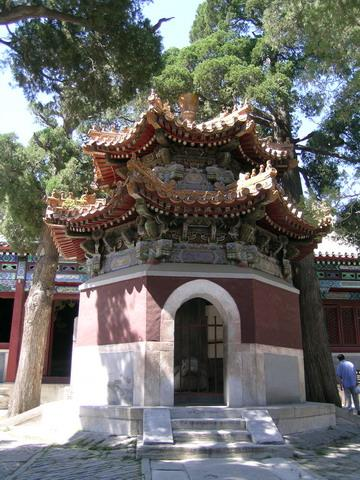